# Hans Georg Niemeyer
Hans Georg Niemeyer (30 de noviembre de 1933–5 de septiembre de 2007) arqueólogo e historiador alemán especializado en el estudio de los fenicios, sobre todo en Cartago y pionero de la Arqueología fenicio-púnica en España.

## Biografía
Hans Georg Niemeyer estudió Arqueología, Filología Clásica e Historia Antigua en Marburg y Hamburgo. En 1959 recibió el doctorado en Hamburgo, por su tesis sobre Promacos. Estudio sobre la representación de la Atenea armada en el periodo arcaico. 
Después obtuvo una beca del Instituto Arqueológico Alemán (DAI) en 1961. Más tarde trabajó como asistente de Heinz Kähler en la Universidad de Colonia. En este periodo, de 1961 a 1966,  estudió la representación escultural de los emperadores romanos. 
A partir de 1970 enseñó como profesor adjunto y profesor. En 1980 volvió como profesor a su ciudad natal de Hamburgo, donde trabajó hasta su jubilación.
Hans Georg Niemeyer fue el director de las excavaciones en las colonias fenicias de Toscanos en Torre del Mar (Vélez-Málaga, Andalucía) en el sur de España, y de la investigación de la estructura de asentamiento púnico en Cartago en Túnez. 
Niemeyer será recordado como uno de los fundadores de la erudición moderna fenicia, aunque su formación comenzó en el campo de la Arqueología clásica. Junto con Hermanfrid Schubart, fue el primero en excavar un asentamiento colonial fenicio en la península ibérica, Toscanos cerca de Torre del Mar, en 1964. 
Unos años más tarde, los dos jóvenes arqueólogos alemanes descubrieron la necrópolis de Trayamar y el importante yacimiento de Morro de Mezquitilla. A partir de 1986, Niemeyer dedicó su investigación a Cartago. 
A este respecto, es oportuno citar las palabras redactadas por David Ridgway en homenaje a Niemeyer en 1998: 

A lo largo de la historia, del polémico retorno de los fenicios al pensamiento occidental, la obra de Hans Georg Niemeyer ha sido un poderoso faro de la cordura, la erudición y la integridad: su nombre es y será durante mucho tiempo, sinónimo de todo lo que es bueno y fiable en nuestra creciente experiencia y conocimiento.......que él ha hecho mucho por expandir
Fenicios y el mundo mediterráneo en la época de Homero

De 1974 a 1978, Niemeyer fue presidente de la Asociación alemana de arqueólogos. Era también un miembro regular de la DAI y miembro correspondiente de la Hispanic Society de Nueva York, de la Real Academia de la Historia de Madrid y de la Commissione per gli studi Fenici e Punici de la Accademia Nazionale dei Lincei en Roma. Murió el 5 de septiembre de 2007.